# Vitbrynad ängstrupial
Vitbrynad ängstrupial (Leistes superciliaris) är en fågel i familjen trupialer inom ordningen tättingar.

## Utbredning och systematik
Fågeln förekommer från sydöstligaste Peru till Paraguay, Uruguay, norra Argentina och Brasilien. Den behandlas som monotypisk, det vill säga att den inte delas in i några underarter.

## Status
Arten har ett stort utbredningsområde och beståndet anses vara stabilt. Internationella naturvårdsunionen IUCN listar den därför som livskraftig (LC).

## Bilder

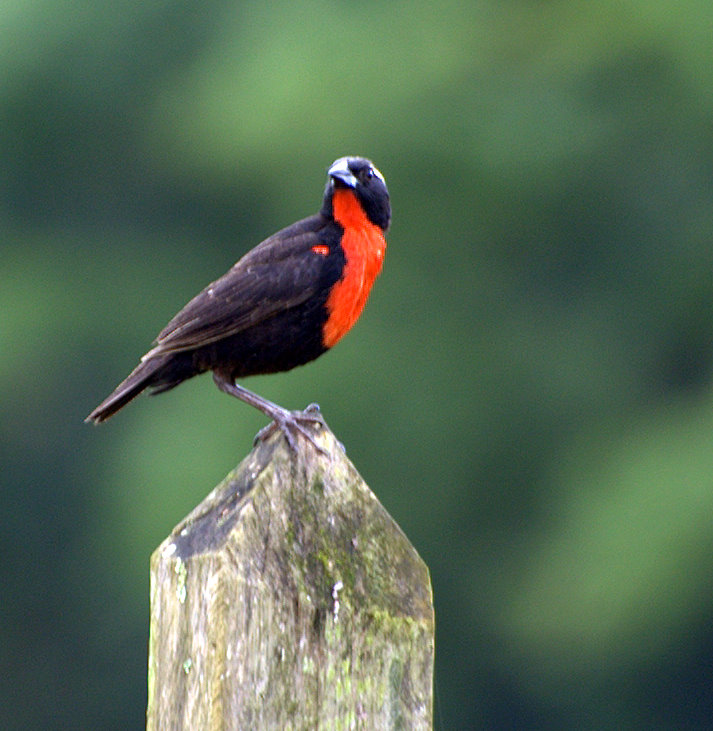
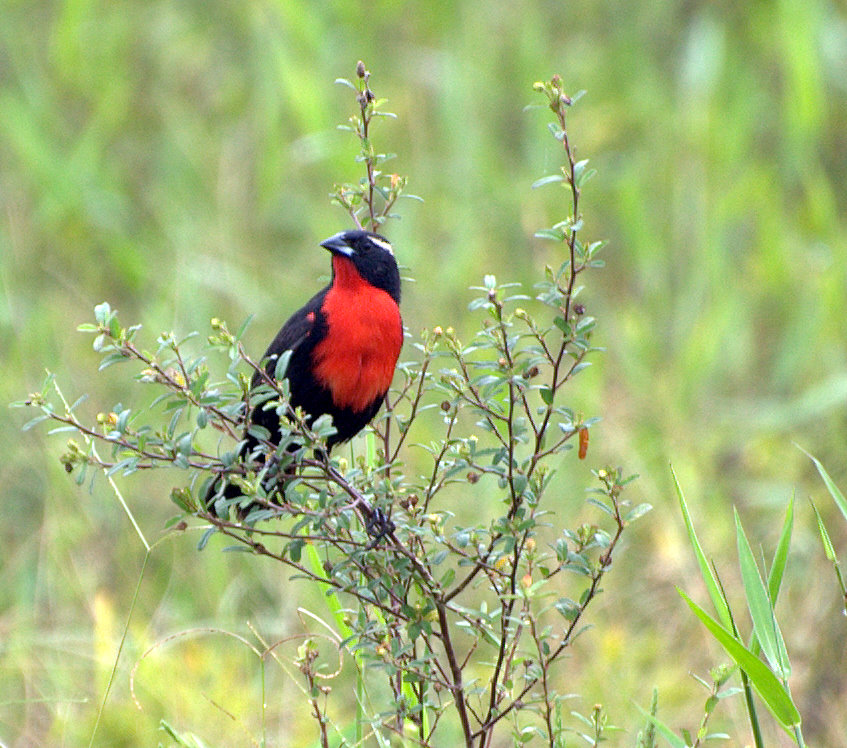